# Тёсэн-банк
Тёсэн-банк (яп. 朝鮮銀行 Тё:сэн гинко:, Банк Кореи) — корейский банк, был центральным банком Кореи в период японского колониального правления и в Южной Корее в течение американской оккупации. С 1910 по 1945 годы Тёсэн-банк печатал корейские иены, а с 1945 по 1950 годы — южнокорейские воны.

## История банка
Тёсэн-банк основан в 1909 году по указу японского генерал-резидента Ито Хиробуми, сменив филиал Первого Национального банка, открытый в Корее в 1878 году. После аннексии Кореи банк подвергся реорганизации.
В ведении банка находился выпуск корейских иен, регулирование цен в Корее, а также торговля (как внутрияпонская, так и международная).
В 1950 году банк был закрыт указом союзного командования и реорганизован в Банк Кореи.